# 吴秉和
吴秉和，浙江淳安人，是一名清朝政治人物。
吴秉和曾于1752年接替王纬任崇明县知县一职，1753年由曾日珏接任。